# Проспект Алтынсарина (Алма-Ата)
Проспект Алтынсарина (каз. Алтынсарин даңғылы) — проспект в Алма-Ате, находится в Ауэзовском районе города. Проходит с севера на юг от улицы Кабдолова (бывшая Маречека) и доходит до улицы Жандосова. Пересекает улицы Жубанова, Улугбека (бывшая Домостроительная), проспект Абая и улицу Шаляпина.

## История возникновения
Проспект Алтынсарина сформировался в 1960-х годах в связи со строительством микрорайона в юго-западной части города.

## Происхождение названия
Изначальное название дано в мае 1962 года в честь 50-летия выхода в свет первого номера газеты «Правда». В 1990-х проспекту присвоено имя выдающегося казахского педагога и просветителя, писателя, общественного деятеля, учёного-этнографа Ибрая Алтынсарина.

## Примечательные здания и сооружения
В современных благоустроенных зданиях на проспекте Алтынсарина располагаются Акимат Ауэзовского района, 2-я детская городская клиническая больница, 6-я поликлиника, кинотеатр Сары-Арка, театр для детей и юношества имени Наталии Сац (бывший Дворец культуры АХБК).

## Озеленение и благоустройство
В советские годы вдоль проспекта были высажены зелёные насаждения, построены благоустроенные пешеходные тротуары, которые представляли собой тенистые аллеи, которые были озеленены лиственными породами деревьев таких как: клён и карагач. Были проложены магистральные оросительные арыки, которые летом ежедневно были полноводными.

## Транспорт
С 1 сентября 2017 года на проспекте введено выделенная полоса для общественного транспорта.
На проспекте курсируют многие троллейбусные и автобусные маршруты.
- Троллейбусный № 12: Центральный Парк Культуры и Отдыха им. Горького, Парк им.28 Панфиловцев, ул. Гоголя, ул. Ауэзова, ул. Сатпаева, ул. Щепеткова, Плодоконсервный завод, ул. Жандосова, мкр Таугуль, мкр-ны 8,9,10,11,12, пр. Саина, конечная Дом отдыха «Каргалинка», пр. Алтынсарина.
- Троллейбусный № 11: Зелёный базар, ул. Жибек Жолы, ул. Пушкина, ул. Гоголя, Парк 28 Панфиловцев, ул. Калдаякова, ул. Богенбай батыра, ул. Достык, ул. Абая, КазНАУ, КАЗНТУ, АУЭС, ул. Байтурсынова, КазНУ, ул. Тимирязева, Плодоконсервный завод, ул. Жандосова, КазЭУ, пр. Алтынсарина, мкр-ны 1,2,4,5,7,8,10,11,12, пр. Саина, ул. Жубанова, рынок «Арыстан», мкр. Аксай-4, мкр. Аксай-5, ул. Момышулы, ул. Маречека, конечная мкр. Аксай-3.
- Москва (станция метро, Алма-Ата)

## Фотогалерея
- Вид в направлении на северо-восток вдоль проспекта Абая от перекрёстка с проспектом Алтынсарина. (3 октября 2014 года)
- Вид в направлении на северо-запад вдоль проспекта Алтынсарина от пересечения с проспекта Абая. (3 октября 2014 года)
- Вид в направлении на юг вдоль западной части проспекта Алтынсарина от его пересечения с проспекта Абая. (3 октября 2014 года)
- Акимат Ауэзовского района на проспекте Алтынсарина. (3 октября 2014 года)
- Пусковая установка ЗРК С-75 около Военно-инженерного института радиоэлектроники и связи МО РК (5 октября 2014 года)